# Charles Guthrie
Charles Ronald Llewelyn Guthrie, Baron Guthrie of Craigiebank GCB GCVO OBE DL (* 17. November 1938) ist ein britischer Feldmarschall, der zuletzt von 1997 bis 2001 Chef des Verteidigungsstabes (Chief of the Defence Staff) der Streitkräfte des Vereinigten Königreichs war und von 2001 bis 2020 als Life Peer Mitglied des House of Lords.

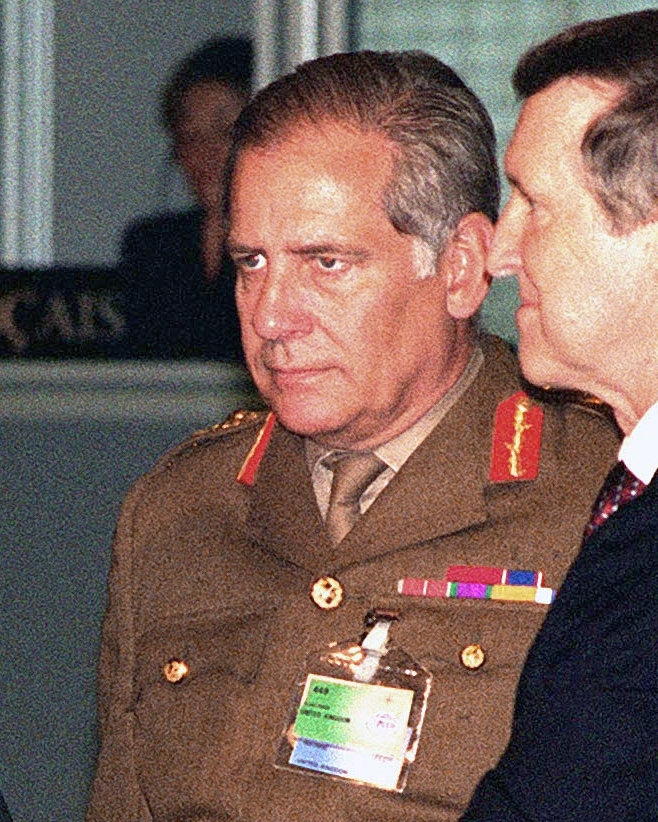
Charles Guthrie, Baron Guthrie of Craigiebank, 1997

## Leben

### Offizier und Stabsoffizier
Nach dem Besuch der Harrow School und der Royal Military Academy Sandhurst trat Guthrie 1959 als Second Lieutenant der Welsh Guards in die British Army ein. Am 1. Juni 1961 wurde er zum Lieutenant und am 25. Juli 1965 zum Captain befördert. Nach Verwendungen bei der Rheinarmee diente er ab 1966 als Kommandeur beim 22. Special Air Service (SAS)-Regiment in Aden, am Persischen Golf, in Malaysia sowie in Ostafrika.
1970 wurde er Kompaniechef einer Mechanisierten Infanteriekompanie des 1. Bataillon der Welsh Guards in Münster und am 31. Dezember 1970 zum Major befördert. 1972 absolvierte er eine Generalstabsausbildung am Staff College in Camberley. Anschließend war Guthrie von 1973 bis 1974 Militärischer Assistent des Chefs des Generalstabes der British Army im Verteidigungsministerium. Während seiner darauf folgenden Verwendung als stellvertretender Kommandeur des 1. Bataillon der Welsh Guards in London und Zypern wurde er am 31. Dezember 1976 zum Lieutenant-Colonel befördert und fungierte zwischen 1976 und 1977 als Brigademajor und Chef des Stabes einer Brigade der Household Division und 1977 mit der Ernennung zum Lieutenant des Royal Victorian Order ausgezeichnet.
Guthrie war danach von 1977 bis 1980 Kommandeur (Commanding Officer) des in Berlin und Nordirland eingesetzten 1. Bataillon der Welsh Guards und erhielt während dieser Zeit am 31. Dezember 1979 seine Beförderung zum Colonel. Für seine Verdienste während seines Einsatzes in Nordirland wurde er im Frühjahr 1980 als Officer des Order of the British Empire ausgezeichnet. Nach einer kurzen Verwendung als Kommandeur der britischen Streitkräfte auf den Neuen Hebriden war er von 1980 bis 1982 Colonel im Generalstab für militärische Operationen im Verteidigungsministerium.

### General, Chef des Verteidigungsstabes und Feldmarschall
Nachdem Guthrie am 31. Dezember 1981 zum Brigadier befördert worden war, war er von 1982 bis 1984 Kommandeur der 4. Mechanisierten Brigade sowie im Anschluss bis 1986 Chef des Stabes des I. Korps in Bielefeld. Am 18. Januar 1986 übernahm er den Posten des Befehlshabers (General Officer Commanding) des Nordostbezirks sowie zugleich der 2. Infanteriedivision in York und wurde dort am 31. März 1986 zum Major-General befördert.
Am 24. November 1987 erfolgte seine Ernennung zum Assistenten des Chefs des Generalstabes der British Army im Verteidigungsministerium, ehe er nach seiner Beförderung zum Lieutenant-General am 2. Oktober 1989 zwischen 1990 und 1991 Kommandierender General des I. Korps war. 1990 wurde er als Knight Commander des Order of the Bath geadelt und führte fortan das Prädikat „Sir“. Im Anschluss wurde Guthrie am 7. Januar 1992 als Nachfolger von General Peter Inge Oberbefehlshaber der Rheinarmee und behielt diese Funktion bis 1994. Zugleich war er von 1992 bis 1993 auch Kommandeur der mittlerweile aufgelösten Northern Army Group (NORTHAG) der NATO und erhielt während dieser Zeit am 14. Februar 1992 seine Beförderung zum General.
Als Nachfolger von Inge war er von 1993 bis 2001 außerdem Aide-de-camp von Königin Elisabeth II. und wurde am 15. März 1994 erneut als Nachfolger von Inge Chef des Generalstabes der British Army. Nach dreijähriger Verwendung auf diesem Posten wurde Guthrie, der 1994 zum Knight Grand Cross des Order of the Bath erhoben wurde, schließlich am 2. April 1997 Chef des Verteidigungsstabes der britischen Streitkräfte. Nach fast vierjähriger Verwendung in dieser höchsten militärischen Verwendung trat er am 15. Februar 2001 in den Ruhestand und wurde am 16. Februar 2001 von Admiral Michael Boyce, dem bisherigen Ersten Seelord, abgelöst.
Während seiner militärischen Laufbahn wurde er mit dem Ehrentitel eines Colonel Commandant des Intelligence Corps (1986 bis 1995) sowie des SAS-Regiment (2000 bis 2009) ausgezeichnet. Daneben war er von 1991 bis 1997 Präsident des Army Seddle Club sowie zwischen 1991 und 1999 Präsident der Army LTA. Von 1999 bis 2019 war Guthrie Regimental Colonel der Life Guards und damit Gold Stick-in-Waiting to The Queen. Sein Nachfolger wurde Lieutenant-General Sir Edward Alexander Smyth-Osbourne. Im Juni 2012 wurde er ehrenhalber in den Rang eines Field Marshal befördert.

### Oberhausmitglied
Nach seinem Ausscheiden aus dem aktiven Militärdienst wurde Guthrie, der von 2001 bis 2010 Vorstandsmitglied der Investmentbank N M Rothschild & Sons war, durch ein Letters Patent vom 27. Juni 2001 als Baron Guthrie of Craigiebank, of Craigiebank in the City of Dundee, zum Life Peer erhoben. Kurz darauf erfolgte am 23. Juli 2001 seine Einführung als Mitglied des House of Lords. Im Oberhaus gehörte er der Fraktion der Crossbencher an. Am 1. Dezember 2020 zog sich Lord Guthrie aus dem Oberhaus zurück.
Lord Guthrie, der 2001 Kommandeur der US-amerikanischen Legion of Merit wurde, ist zusätzlich seit 2001 sowohl Präsident der Föderation der Jugendclubs von London und der Aktion für medizinische Forschung als auch Ehren-Fellow und Gastprofessor am King’s College London.
Daneben fungierte er von 2002 bis 2012 als Nachfolger von Lord Inge als Präsident der Wohltätigkeitsstiftung der Armee (Army Benevolent Fund) und ist seit 2002 Mitglied des Vorstands der Moskauer Schule für politische Studien. Ferner war er von 2003 bis 2006 Präsident von Weston Spirit und ist des Weiteren seit 2008 Vorstandsmitglied von Petropavlovsk plc und Vorsitzender des Hospital of St John and St Elizabeth. Lord Guthrie ist ferner Trustee des International Institute for Strategic Studies (IISS), Freeman of the City von London, Mitglied der Livery Company der Worshipful Company of Painter-Stainers, Ritter des Souveränen Malteserordens und des Gregoriusorden. Seit 2009 ist er außerdem Deputy Lieutenant von Dorset.
In der Frage des weiteren Verbleibs des Vereinigten Königreichs in der Europäischen Union sprach er sich vor dem im Juni 2016 anstehenden Referendum zunächst für die EU-Mitgliedschaft aus. Kurz vor dem Abstimmungstermin machte er eine Meinungsänderung öffentlich und meinte, dass ein „Brexit“ aus militärpolitischer Sicht vorzuziehen sei. Er sei über die Perspektive einer möglichen gemeinsamen europäischen Armee beunruhigt.
2018 erregte Lord Guthrie Aufsehen, als er bei der Geburtstagsparade der Königin (Trooping the Colour) von seinem Pferd stürzte.
2019 wurde er zum Knight Grand Cross des Royal Victorian Order erhoben.

## Veröffentlichungen
- mit Michael Quinlan: Just war. The just war tradition: Ethics in modern warfare. Bloomsbury Publishing, 2008.